# Cornelio Gatti
Cornelio Gatti (Bressana Bottarone, 4 agosto 1914 – ...) è stato un calciatore italiano, di ruolo Centrocampista.

## Carriera
Ha disputato la stagione 1937-38 a Lodi con il Fanfulla, poi quattro stagioni a Reggio Emilia con la Reggiana delle quali due in Serie B,, ha poi giocato due stagioni al Pavia, la seconda è stata il torneo di guerra del 1944. Ha inoltre vestito la magia della Pro Broni, che nel 1946 l'ha inserito in lista di trasferimento.

## Palmarès

### Club

#### Competizioni nazionali
- Serie C: 1

Fanfulla: 937-1938